# Жаманшин

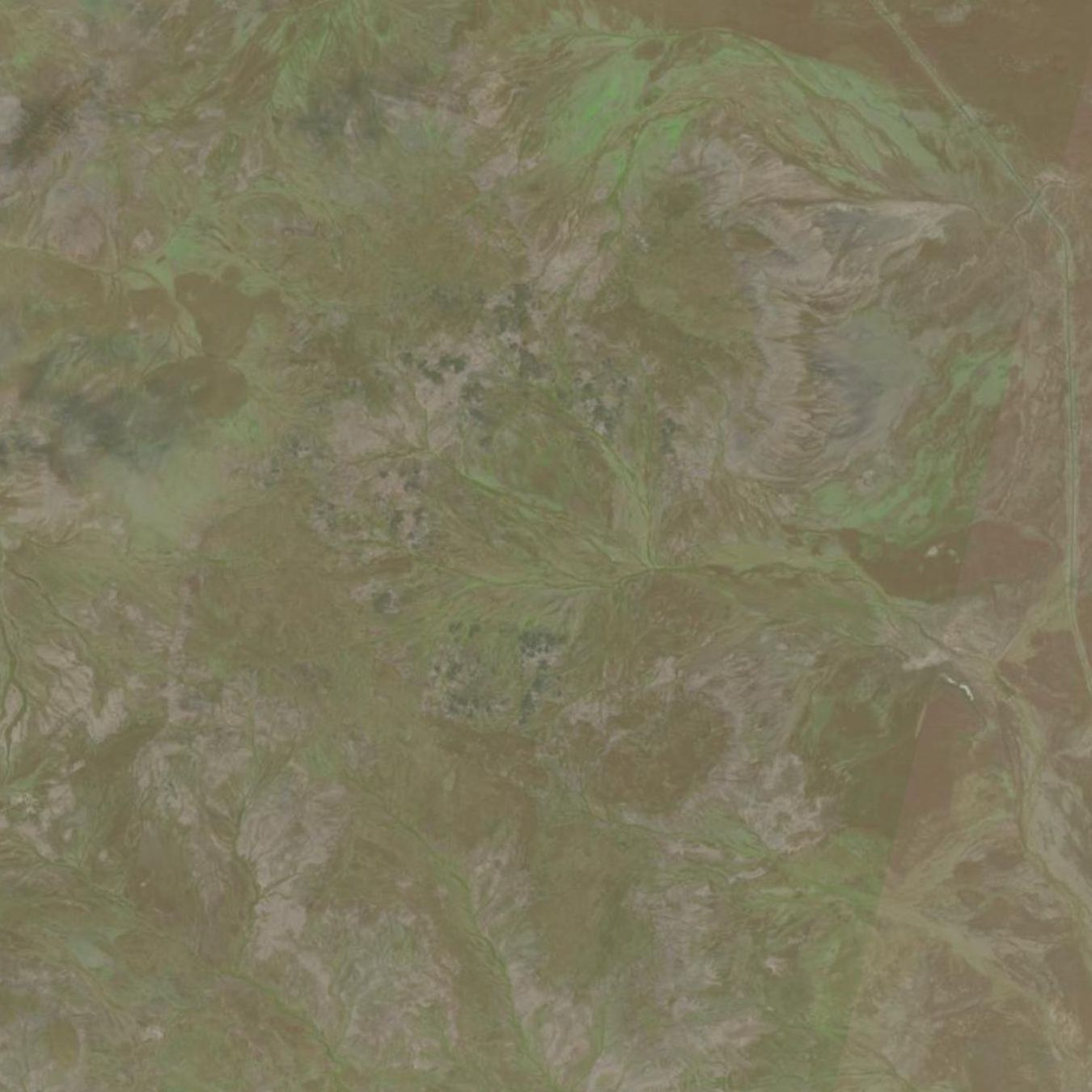
Вигляд кратера Жаманшін із супутнка

48°24′00″ пн. ш. 60°58′00″ сх. д. / 48.4° пн. ш. 60.966666666667° сх. д.
Жаманшін (каз. жаман шың, jaman şıñ) — метеоритний кратер в Іргізському районі Актюбінської області Республіки Казахстан. Розмір внутрішнього кільця кратера приблизно 7×7 км, є також менш виражене зовнішнє кільце.
За результатами радіоізотопного аналізу вік кратера близько 1 мільйона років (за іншими оцінками — до 53 млн років). За найбільш широко прийнятним припущенням, він утворився в результаті падіння на Землю метеорита (можливо, астероїда чи ядра комети) діаметром від 200 до 400 метрів, що випарувався при вибуху. У момент вибуху температура навколишнього середовища в районі падіння досягала 1700 °C. Безпосередньо після вибуху глибина кратера була не менше 500 метрів (можливо, навіть 1000 метрів). В даний час максимальний перепад висот становить 250–300 метрів.
Має 14 кілометрів в діаметрі.
Вчений Інституту геології і геофізики Сибірського відділення Російської Академії наук доктор геолого-мінералогічних наук Е. П. Ізох протягом багатьох років розробляв гіпотезу походження тектитів, згідно з якою вік кратера приблизно 10 тисяч років. Ця гіпотеза дозволяє усунути протиріччя між радіогенним віком тектитів кратера і віком геологічних порід навколо кратера, в яких знаходиться імпактний прошарок, пов'язаний з утворенням кратера.
Це одне з небагатьох на Землі родовищ тектитів (іргізитів) і єдиний кратер, в якому одночасно виявляються тектити та імпактити. У кратері знаходять також спінений лешательєрит (кварцове скло) і мінерали, що містять тривалентний титан.
Вважається, що кратер Жаманшін є місцем останньої ударної події, величина якої могла призвести до порушення, яке можна порівняти з ядерною зимою, але воно було недостатньо великим, щоб викликати масове вимирання.
Кратер є природним заказником Іргізського району. Як цікаве місце, має популярність серед туристів.